# The Bird and the Bee
The Bird And The Bee (дослівний переклад Птах та Бджола) — музичний дует із Лос-Анджелеса, який складається з музикантів Інари Джордж («Птах») і Грега Курстіна («Бджола»), що працює в напрямках інді-, альтернативного року та синті-попу. Курстін, продюсер і клавішник, що працював з Лілі Аллен, Софі Елліс-Бекстор, Beck, The Flaming Lips та Red Hot Chili Peppers, також є членом гурту Geggy Tah. Їх дебютний мініальбом Again and Again and Again and Again, був виданий в жовтні 2006 року, а перший альбом 23 січня 2007 на Blue Note Records.

## Склад
- Інара Джордж — вокал, бас-гітара;
- Грег Курстін — клавішні, бек-вокал.

## Дискографія

### Студійні альбоми
- 2007 — The Bird and the Bee;
- 2009 — Ray Guns Are Not Just the Future;
- 2010 — Interpreting the Masters Volume 1: A Tribute to Daryl Hall and John Oates.
- 2015 — Recreational Love
- 2019 — Interpreting the Masters Volume 2: A Tribute to Van Halen
- 2020 — Put Up the Lights